# Posadillo
Posadillo es una localidad de España. Pertenece al municipio de Polanco, al norte de la comunidad autónoma de Cantabria (España). 
Posadillo está a 1 kilómetro al sur de Polanco, la capital del municipio. La localidad cuenta con 317 habitantes (INE 2020), que se reparten por los barrios de El Molino, La Hilera, Palacio y San Roque. La altitud de este pueblo es de 30 metros. Celebra las fiestas de San Roque el 16 de agosto. 

## Patrimonio
De su patrimonio arquitectónico destacan la ermita de San Roque y una casona montañesa, la de Gutiérrez Palacio, con blasón.

## Naturaleza
Aquí existe una vega aluvial, de las pocas que hay en Cantabria.
- Datos: Q6083332